# Långtjärnen (Arjeplogs socken, Lappland, 734889-156968)
Långtjärnen är en sjö i Arjeplogs kommun i Lappland och ingår i Skellefteälvens huvudavrinningsområde.